# Australian Open 2022 - Quad doppio
Dylan Alcott e Heath Davidson erano i detentori del titolo da quattro anni, ma sono stati sconfitti in semifinale da Sam Schröder e Niels Vink.
Andrew Lapthorne e David Wagner hanno conquistato il titolo, sconfiggendo in finale il duo olandese con il punteggio di 2-6, 6-4, [10-7],

## Teste di serie
1. Sam Schröder /  Niels Vink (finale)

1. Andrew Lapthorne /  David Wagner (campioni)

## Tabellone

### Legenda
| - Q = Qualificato - WC = Wild card - LL = Lucky loser | - ALT = Alternate - SE = Special Exempt - PR = Protected Ranking | - w/o = Walkover - r = Ritirato - d = Squalificato |

|  | Semifinali | Semifinali                  | Semifinali                  | Semifinali | Semifinali |  |  | Finale | Finale                      | Finale | Finale | Finale |  |
|  |            |                             |                             |            |            |  |  |        |                             |        |        |        |  |
|  | 1          | Sam Schröder Niels Vink     | Sam Schröder Niels Vink     | 6          | 7          |  |  |        |                             |        |        |        |  |
|  |            | Dylan Alcott Heath Davidson | Dylan Alcott Heath Davidson | 1          | 6(3)       |  |  | 1      | Sam Schröder Niels Vink     | 6      | 4      | [7]    |  |
|  |            | Donald Ramphadi Koji Sugeno | 3                           | 6          | [6]        |  |  | 2      | Andy Lapthorne David Wagner | 2      | 6      | [10]   |  |
|  | 2          | Andy Lapthorne David Wagner | 6                           | 4          | [10]       |  |  |        |                             |        |        |        |  |